# 김동일 (1949년)
김동일(金東一, 1949년 4월 1일~)은 대한민국의 정치인이다. 제7·8·9대 충청남도 보령시장(민선 6·7·8기)이다.

## 학력
- 대천초등학교 졸업(43회, 1962년)
- 대천중학교 졸업(14회, 1965년)
- 대천고등학교 졸업(17회, 1968년)
- 동아인재대학교 사회복지학과 전문학사 졸업(2009년)

## 경력
- 보령시청 총무과 과장
- 보령시청 총무과 국장
- 대천고등학교 운영위원장
- 2006.07 ~ 2010.03 제8대 충청남도의회 의원(초선, 보령시 제1선거구)
  - 제8대 충청남도의회 전반기 건설소방위원회 위원
  - 제8대 충청남도의회 전반기 도청이전특별위원회 위원
  - 제8대 충청남도의회 후반기 농수산경제위원회 위원
  - 제8대 충청남도의회 후반기 예산결산특별위원회 위원장
  - 제8대 충청남도의회 후반기 태안기름유출사고 피해지역지원 특별위원회 위원
- 민선 제6대 보령시장 입후보
- 제18대 대통령선거(박근혜후보) 보령시 선거대책 위원장
- 새누리당 충남도당 부위원장
- 2014.07 ~ 제7·8·9대(민선 6·7·8기) 충청남도 보령시장(3선, 자유한국당)
- 2024.07~: 충남시장·군수협의회장
- 2024.07~: 대한민국시장·군수·구청장협의회 지역공동회장

## 역대 선거 결과
|  | 46.79% |

|  | 15.14% |

|  | 51.07% |

|  | 50.77% |

|  | 54.80% |

| 전임 이시우 | 제7·8·9대 충청남도 보령시장 2014년 7월 1일~ |  |